# Chris Strausser
James Christopher Strausser (Cleveland, Ohio, 1963. december 4. –) amerikai amerikaifutball-edző, 2023-tól a Houston Texans támadóstratégia-edzője.

## Pályafutása
Pályafutása 1989-ben kezdődött a Menlo Oaks wide receivereinek edzőjeként, majd 1990–1991-ben az Oregon State Beavers segédedzője volt. 1992-ben a Sonoma State Seawolves, 1993–1994-ben pedig a Portland State Vikings támadóstratégiai edzője volt. 1995–1996-ban a San Jose State Spartans, 1997 és 1999 között pedig a Foothill College toborzója volt. 2000-ben újabb szezont töltött a Vikingsnél, majd 2001 és 2005 között a Boise State Broncos munkatársa volt.
2006-ban a Colorado Buffaloes vezetőedző-helyettese volt. 2007-ben a Broncos tight endjeinek edzője lett, 2009-ben pedig támadóstratégiai edzővé léptették elő. 2014-ben a Washington Huskiesnál korábbi felettese, Chris Petersen vezetőedző helyettese volt.

### Denver Broncos
2017-ben a Denver Broncos helyettes támadóstratégiai edzője lett; 2018-ban az offensive tackle-ök társedzőjévé léptették elő.

### Indianapolis Colts
2019. január 29-én az Indianapolis Colts támadóstratégiai edzője lett. Strausser és a vele kapcsolatba lépő Frank Reich korábban nem ismerték egymást.

### Houston Texans
2023. február 21-én a Houston Texans támadóstratégiai edzőjévé nevezték ki.

## Fordítás
- Ez a szócikk részben vagy egészben  a   Chris Strausser című angol Wikipédia-szócikk ezen változatának fordításán alapul.  Az eredeti cikk szerkesztőit annak laptörténete sorolja fel. Ez a jelzés csupán a megfogalmazás eredetét és a szerzői jogokat jelzi, nem szolgál a cikkben szereplő információk forrásmegjelöléseként.